# 2012年ロンドンオリンピックのリトアニア選手団
2012年ロンドンオリンピックのリトアニア選手団（2012ねんロンドンオリンピックのリトアニアせんしゅだん）は、2012年7月27日から8月12日にかけてイギリスの首都ロンドンで開催された2012年ロンドンオリンピックのリトアニア選手団、およびその競技結果。

## 概要
今大会は金メダル2個、銅メダル3個の合計5個のメダルを獲得した。

## メダル
| メダル | 選手名                       | 競技       | 種目                             |
| ------ | ---------------------------- | ---------- | -------------------------------- |
| 金     | ルータ・メイルティーテ       | 競泳       | 女子100m平泳ぎ                   |
| 金     | ラウラ・アサダウスカイテ     | 近代五種   | 女子                             |
| 銅     | アウストラ・スクイテ         | 陸上       | 女子七種競技                     |
| 銅     | エブルダス・ペトラウスカス   | ボクシング | 男子ライト級                     |
| 銅     | アレクサンドル・カザケビッツ | レスリング | 男子グレコローマンスタイル74kg級 |